# 海南市立海南下津高等学校
海南市立海南下津高等学校（かいなんしりつ かいなんしもつこうとうがっこう）は、かつて和歌山県海南市に立地した市立高等学校。近畿地方で唯一の公立女子高等学校であった。当校には、食物を勉強する「食物科」と、主に家庭関係を勉強する「家政科」が設置されていた。2024年の3月31日に閉校した。

## 設置学科
- 食物科（1学年あたり約15～20名）
- 家政科（1学年あたり約10名。2021年度の入学者は3名）

## 概要
2007年、海南市立下津女子高等学校と海南市立海南市高等学校の統合により開校した。和歌山県内で唯一、家政や調理を学べる高校であった。2024年3月31日に閉校した。

## 沿革
- 2006年8月1日 - 海南市立高等学校再編整備にともない、海南下津高等学校の開校を決定する。
- 2007年4月10日 - 海南市立下津女子高等学校と海南市立海南市高等学校を統合し、海南市立海南下津高等学校として開校、旧・下津女子高等学校の校舎に設置。
- 2024年
  - 3月1日 ‐ 閉校式が行われる[3]
  - 3月31日 ‐ 閉校[4][5]

## アクセス
- JR紀勢本線加茂郷駅下車、徒歩約5分

なおバスの場合は、海南市の送迎バス、「海南市コミュニティバス」蝶川線に乗車し「加茂郷駅前」で下車、徒歩約5分。